# 김재곤 (훈춘정의단)
김재곤(金在坤, ? ~ ?)은 일제강점기에 만주 훈춘정의단 무장파견대장이었다.

## 생애
1936년 훈춘정의단에서 소련 관련 정보를 수집하고 귀순자를 감시하는 경신중대의 부중대장을 지냈다. 
1937년 훈춘정의단에서 훈춘현의 대북차금광과 귀순자 집단부락의 경비를 담당하는 대북성무장파견대장을 지냈다.
1945년 후에는 훈춘현 교통공사 수리부에서 근무했다.
2009년 민족문제연구소가 편찬한 친일문제연구총서 인명편에 포함되었다.

## 같이 보기
- 훈춘정의단

## 참고자료
- 친일인명사전편찬위원회 (2009). 《친일인명사전》. 570쪽.